# Curt von Gottberg
Curt von Gottberg, född 11 februari 1896 i Preußisch Wilten, död 31 maj 1945 i Flensburg, var en tysk Obergruppenführer. Han innehade från mars 1943 till juli 1944 den högsta civila och militära makten i det av Tyskland ockuperade Vitrutenien.

## Biografi
Curt von Gottberg stred i första världskriget och entledigades som löjtnant. Inom kort anslöt han sig till frikåren Marinebrigade Ehrhardt och deltog med denna i Adolf Hitlers ölkällarkupp i november 1923. Under 1920-talet provade von Gottberg på olika arbeten, bland annat var han inblandad i ett bosättningsprojekt i Ostpreussen. I början av 1930-talet anförtroddes han av Reichsführer-SS Heinrich Himmler med ledningen av det väpnade SS-förbandet Politische Bereitschaft Ellwangen.
von Gottberg förlorade 1936 en fot i en alkoholrelaterad olyckshändelse och Himmler ådömde då honom ett treårigt alkoholförbud. Himmler lät bekosta en benprotes och von Gottberg återfick en stor del av sin rörelseförmåga. Den 1 juli 1937 utnämndes von Gottberg till chef för bosättningsmyndigheten inom Centralbyrån för ras och bosättning (RuSHA). Två år senare blev han chef för bosättningspolitiken i Riksprotektoratet Böhmen-Mähren. Målsättningen var att tyska bosättare skulle placeras ut i protektoratet och att så kallade icke germaniseringsbara tjecker skulle fördrivas till tyska riket som tvångsarbetskraft. von Gottberg blev emellertid plötsligen avskedad efter att ha försökt ta över ett företag grundat av jordbruksminister och förutvarande chefen för RuSHA, Walther Darré och förmodligen även för att ha fallit offer för en intrig som iscensatts av denne.
Enligt den tyske historikern Peter Longerich utgör von Gottberg "ett idealiskt exempel på en SS-ledare som befann sig i nästan fullkomligt, existentiellt beroende av Himmler". Han var "kroppsligt nedbruten" och alkoholiserad. Enligt Longerich utvecklade von Gottberg "ett oerhört starkt behov av hävdelse och själslig 'avlastning', som bara Himmler kunde tillfredsställa". Longerich avslutar:
| ” | Och Himmler såg till att von Gottberg var foglig; ibland genom klander och avsättning från tjänst, ibland genom att bortse från felsteg och ofta genom att ge honom chans till upprättelse. | „ |

### Andra världskriget
Under befäl av Erich von dem Bach förövade Kampfgruppe von Gottberg tillsammans med SS-regementet Dirlewanger och Kaminskijbrigaden omfattande massakrer på partisaner, judar och romer i Vitryssland. Tillsammans med von dem Bach var von Gottberg SS:s främsta strateger beträffande partisanbekämpning, av Himmler benämnt "Bandenbekämpfungsunternehmen". I Vitryssland förklarades hela regioner som partisanområden och von Gottberg beordrade:
| ” | Varje partisan, jude och zigenare är att betrakta som fiende. | „ |

Den 22 september 1943 dödades generalkommissarien för Vitryssland, Wilhelm Kube, och von Gottberg efterträdde då denne. Som vedergällning för mordet på Kube dödade SS mer än 1 000 manliga invånare i Minsk.
I andra världskrigets slutskede greps von Gottberg av brittiska soldater och internerades i Flensburg; han begick självmord där i maj 1945.

## Befordringshistorik
Curt von Gottbergs befordringshistorik
- SS-Scharführer: 1 april 1933
- SS-Truppführer: 25 april 1933 (Efter de långa knivarnas natt 1934 fick graden benämningen SS-Oberscharführer.)
- SS-Obertruppführer: 20 oktober 1933 (Efter de långa knivarnas natt 1934 fick graden benämningen SS-Hauptscharführer.)
- SS-Sturmführer: 6 november 1933 (Efter de långa knivarnas natt 1934 fick graden benämningen SS-Untersturmführer.)
- SS-Sturmhauptführer: 20 december 1933 (Efter de långa knivarnas natt 1934 fick graden benämningen SS-Hauptsturmführer.)
- SS-Sturmbannführer: 30 januari 1934
- SS-Obersturmbannführer: 25 mars 1934
- SS-Standartenführer: 9 november 1937
- SS-Oberführer: 30 januari 1939
- SS-Obersturmbannführer der Reserve: 1 december 1940
- SS-Brigadeführer und Generalmajor der Polizei: 20 april 1942
- SS-Gruppenführer und Generalleutnant der Polizei: 15 juli 1943
- SS-Obergruppenführer und General der Waffen-SS och Polizei: 30 juni 1944

## Utmärkelser
Curt von Gottbergs utmärkelser
Första världskriget
- Järnkorset av andra klassen
- Järnkorset av första klassen

Tredje riket
- Hedersärmvinkel
- Ärekorset
- Sudetenlandmedaljen (Medaille zur Erinnerung an den 1. Okt. 1938)
- Pragspännet
- Antipartisanmärket i silver
- Krigsförtjänstkorset av andra klassen med svärd
- Krigsförtjänstkorset av första klassen med svärd
- Tilläggsspänne till Järnkorset av andra klassen: 12 juni 1942
- Tilläggsspänne till Järnkorset av första klassen: 20 februari 1943
- Tyska korset i guld: 8 juli 1943
- Riddarkorset av Järnkorset: 30 juni 1944
- NSDAP:s tjänsteutmärkelse i brons
- SS tjänsteutmärkelser
- SS Hederssvärd
- Totenkopfring